# Condado de Todd (Dakota do Sul)
O Condado de Todd é um dos 66 condados do Estado americano da Dakota do Sul. A sede do condado é , e sua maior cidade é Mission. O condado possui uma área de 3 602 km² (dos quais 7 km² estão cobertos por água), uma população de 9 610 habitantes, e uma densidade populacional de 3 hab/km² (segundo o censo nacional de 2010); em 2019 uma populacão de 10 177 foi estimada. 